# Szent Miklós-fatemplom (Felsőszelistye, Buleni)
A Felsőszelistye város Buleni negyedében található Szent Miklós-fatemplom műemlékké nyilvánított épület Romániában, Máramaros megyében. A romániai műemlékek jegyzékében az  MM-II-m-A-04635 sorszámon szerepel.